# さいたま県土整備事務所

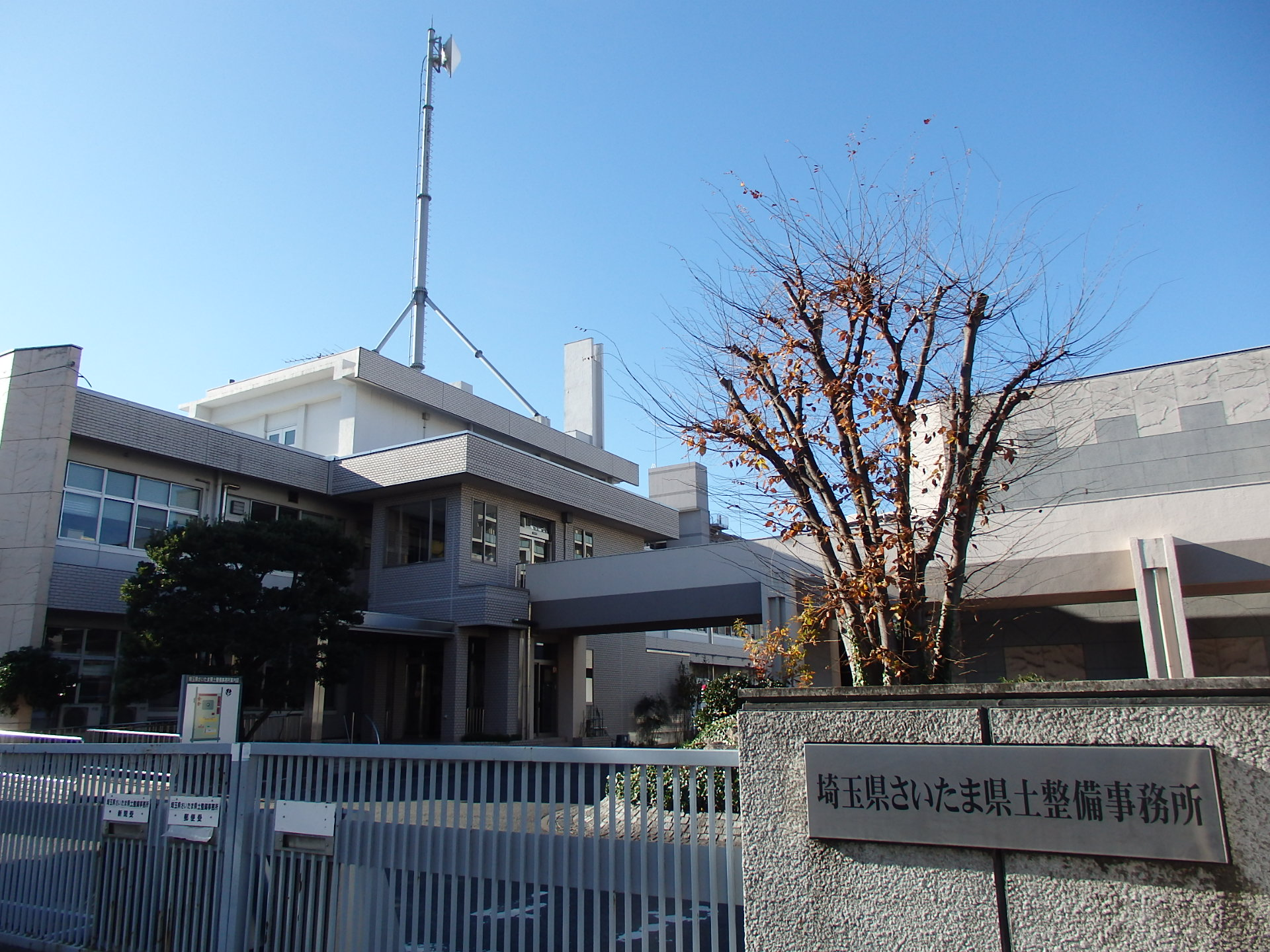
さいたま県土整備事務所

さいたま県土整備事務所（さいたまけんどせいびじむしょ）は、埼玉県さいたま市南区に所在する埼玉県庁の機関の一つ。

## 概要
埼玉県庁県土整備部の地方機関の一つ。道路、橋梁、河川、街路などに関する業務を行う。旧・浦和土木事務所。

## 管轄
- さいたま市
- 川口市
- 戸田市
- 蕨市

## 所在地
- 埼玉県さいたま市南区沼影2-4-7
  - 武蔵浦和駅より徒歩10分

## 県内の県土整備事務所
北本県土整備事務所
- 管轄：鴻巣市、上尾市・桶川市・北本市・伊奈町
- 所在地：北本市東間三丁目143番地

川越県土整備事務所
- 管轄：川越市、所沢市、狭山市、富士見市、ふじみ野市、三芳町
- 所在地：川越市旭町二丁目13番6号

飯能県土整備事務所
- 管轄：飯能市、入間市・坂戸市・鶴ヶ島市・日高市・毛呂山町・越生町
- 所在地：飯能市双柳75

東松山県土整備事務所
- 管轄：東松山市・滑川町・嵐山町・小川町・川島町・吉見町・鳩山町・ときがわ町・東秩父村
- 所在地：東松山市六軒町5番地1

秩父県土整備事務所
- 管轄：秩父市・横瀬町・小鹿野町・長瀞町・皆野町
- 所在地：秩父市下影森1002-1

本庄県土整備事務所
- 管轄：本庄市・美里町・神川町・上里町
- 所在地：本庄市北堀818-1

熊谷県土整備事務所
行田県土整備事務所
越谷県土整備事務所
杉戸県土整備事務所
朝霞県土整備事務所
- 管轄：朝霞市・志木市・和光市・新座市
- 所在地：朝霞市浜崎678